# Philadelphia Lone Star FC
El Philadelphia Lone Star FC es un equipo de fútbol de Estados Unidos que juega en la USL League Two, la cuarta división nacional.

## Historia
Fue fundado en el año 2001 en la ciudad de Filadelfia, Pensilvania con el nombre Junior Lone Star por un grupo de inmigrantes de Liberia y ese nombre se debe a que la mayoría de sus jugadores en ese momento eran jugadores de la selección de Liberia.
A inicio solo contaban con 11 jugadores pero que con el tiempo en 2001 ya tenían 70 jugadores para armar tres equipos: el primero de ellos en la NPSL, el sub-23 en la US Club Soccer y el sub-20 en la Super Y League.
En 2017 el club juega por primera vez en la US Open Cup en la que fue eliminado en la primera ronda por el Ocean City Nor'easters de la USL PDL. En 2018 cambia su nombre por el que tienen actualmente y vuelven a clasificar a la US Open Cup en la que nuevamente fueron eliminados en la primera ronda esta vez eliminados por el Reading United AC de la USL League Two.
En 2020 se mudaron a la USL League Two pero fue hasta 2021 que pudieron jugar en la liga en la que no pudieron clasificar a los playoffs.

## Palmarés
- Eastern Pennsylvania Soccer Association

- State Open Cup (2): 2016, 2018
- State Amateur Cup (2): 2016, 2018

- Northeast Elite Soccer League

- Regular Season (1): 2018

- Philadelphia Sierra Soccer League (1): 2011
- Fuente:[3]